# Crioconita

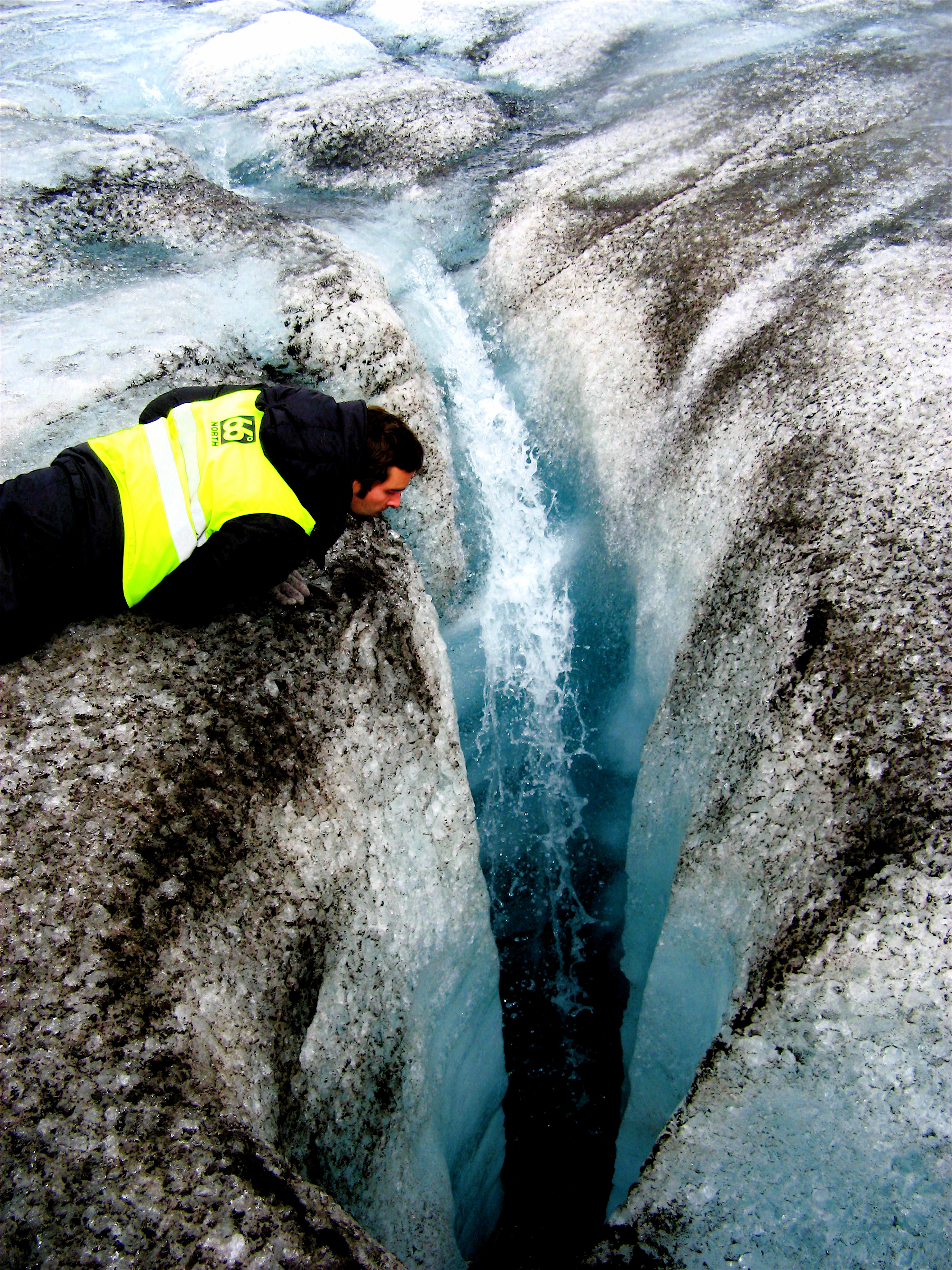
Una grieta creada por el agua perforando un agujero de decenas de metros de profundidad en el hielo del glaciar. Un guía de motos de nieve inspecciona la grieta. Glaciar Langjökull. Julio 2006.

Se denomina crioconita a los residuos de polvos provenientes de desiertos, fuegos, quema de carbón y motores diesel. La crioconita acumulada sobre las masas de hielo, al absorber la luz, incrementa la absorción de calor lo que cuenta como un factor acelerador de los procesos de derretimiento de los glaciares.
La crioconita es una mezcla de material mineral y orgánico que se deposita sobre la superficie de los glaciares. Esta mezcla desempeña un papel importante en los ciclos biogeoquímicos y tiene un impacto directo sobre el albedo del hielo, es decir, la capacidad de reflejar la radiación solar. La presencia de crioconita reduce el albedo entre un 5 % y un 30 %, dependiendo de su color, forma y distribución espacial, favoreciendo así el derretimiento del hielo glacial.

## Etimología
El término crioconita proviene del griego antiguo, de las palabras κρύος (krýos, "frío") y κόνις (kónis, "polvo"). Fue utilizado por primera vez por el geólogo y explorador sueco A. E. Nordenskjöld, quien describió este sedimento tras observarlo en su expedición al casquete glaciar de Groenlandia en 1870.

## Formación y morfología
La crioconita se acumula sobre la superficie de los glaciares debido a la acción del viento que transporta polvo mineral y partículas orgánicas. Al absorber radiación solar, estos sedimentos generan calor, lo cual derrite el hielo subyacente. Este proceso da lugar a agujeros de crioconita, que son depresiones llenas de agua con forma cilíndrica o de "D" y paredes casi verticales. Estos agujeros se forman típicamente en zonas de ablación (fusión) de los glaciares.
La forma más común de la crioconita es la granular, con gránulos de apariencia lisa, redonda o irregular. Estos gránulos varían en tamaño y color dependiendo de la ubicación geográfica. Por ejemplo, en el glaciar Conejeras, ubicado en el Nevado de Santa Isabel en Colombia, se encontraron gránulos ovalados de entre 0,3 y 4,5 mm, de color oscuro o negruzco y formas irregulares.

## Composición
La crioconita contiene tanto material mineral (como calcio, hierro y aluminio) como materia orgánica (OM). El contenido de materia orgánica puede variar entre un 1 % y un 38 %, y proviene tanto de la actividad biológica local (in situ) como de fuentes externas (ex situ) transportadas por el viento. El plomo (Pb) es uno de los metales pesados más comunes hallados en la crioconita, y su concentración puede estar influenciada por actividades humanas. Por ejemplo, se ha documentado un aumento en el contenido de plomo en el glaciar Forni debido a la actividad bélica durante la Primera Guerra Mundial.

## Diversidad microbiana
Los agujeros de crioconita constituyen microambientes únicos que sustentan comunidades microbianas tanto aeróbicas como anaeróbicas. Los gránulos más grandes pueden albergar heterótrofos de ambos tipos. Las comunidades microbianas incluyen principalmente cianobacterias y algas, siendo los grupos más comunes Pseudanabaenaceae y Phormiaceae. La estructura de estas comunidades varía entre glaciares y se ve influenciada por factores ambientales e históricos.
Las diferencias en la frecuencia y composición de la crioconita granular entre hemisferios podrían estar relacionadas con la biogeografía microbiana, especialmente con la distribución de cianobacterias, afectada por condiciones locales y el pasado ecológico de cada región.

## Ecosistema de crioconita
Los agujeros de crioconita funcionan como ecosistemas bien definidos, con límites claros, flujo de energía y ciclos de nutrientes activos. Durante el invierno, el agua de estos agujeros permanece congelada. Con la llegada de la primavera, el hielo se derrite y libera nutrientes, facilitando la fotosíntesis de las algas y dando inicio a una red trófica basada en microorganismos. Los nutrientes pueden proceder del sedimento del agujero, del agua de deshielo, la precipitación o de la descomposición del material transportado por el viento.
Al final del verano, el deshielo continuo suele causar el desbordamiento del agua acumulada en los agujeros, alterando temporalmente el equilibrio del ecosistema.
La estructura y composición de estos ecosistemas muestran una notable variabilidad geográfica. Un estudio de 2023 sobre glaciares andinos comparó por primera vez los agujeros de crioconita de los Andes Centrales (glaciares pequeños a gran altitud) con los de la Patagonia (glaciares extensos a baja altitud). Los resultados revelaron que, aunque las comunidades bacterianas eran en general similares a las de otros continentes, se distinguían por una baja abundancia de cianobacterias (solo el 0.5% de las secuencias), organismos que en otras regiones son considerados ingenieros ecosistémicos clave.
El estudio también demostró que factores abióticos como el pH del agua y la concentración de oxígeno eran determinantes en la composición del ecosistema. En los glaciares de la Patagonia, la estructura bacteriana variaba más en función del pH, mientras que en los glaciares de alta elevación de los Andes Centrales, la variación estaba más ligada al oxígeno disponible. Esto evidencia que las condiciones ambientales locales, influenciadas por la altitud y la geografía, modelan de manera decisiva la biodiversidad y el funcionamiento de estos microecosistemas.